# Bacardi

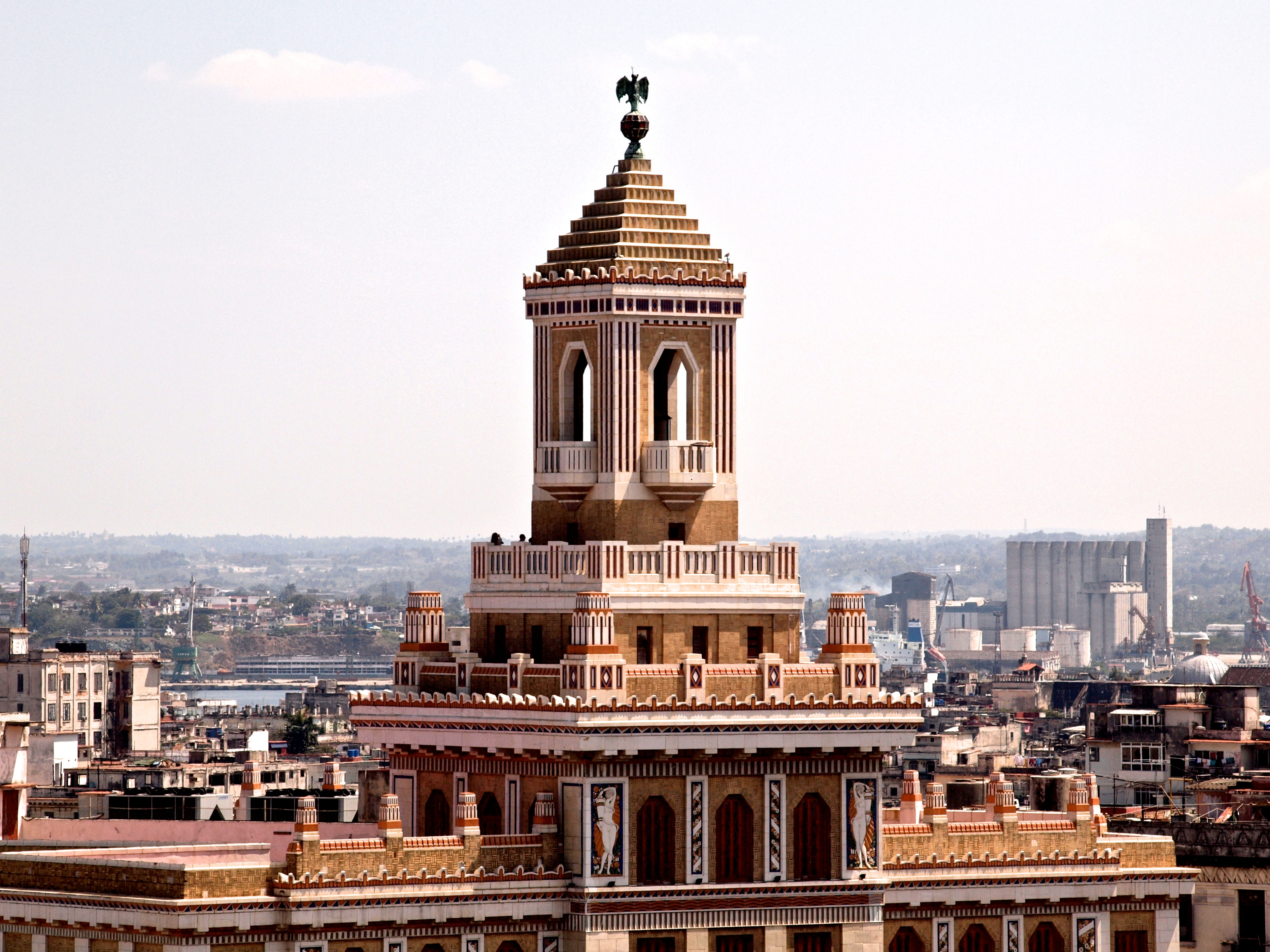
Clădirea Bacardi în Havana, Cuba.

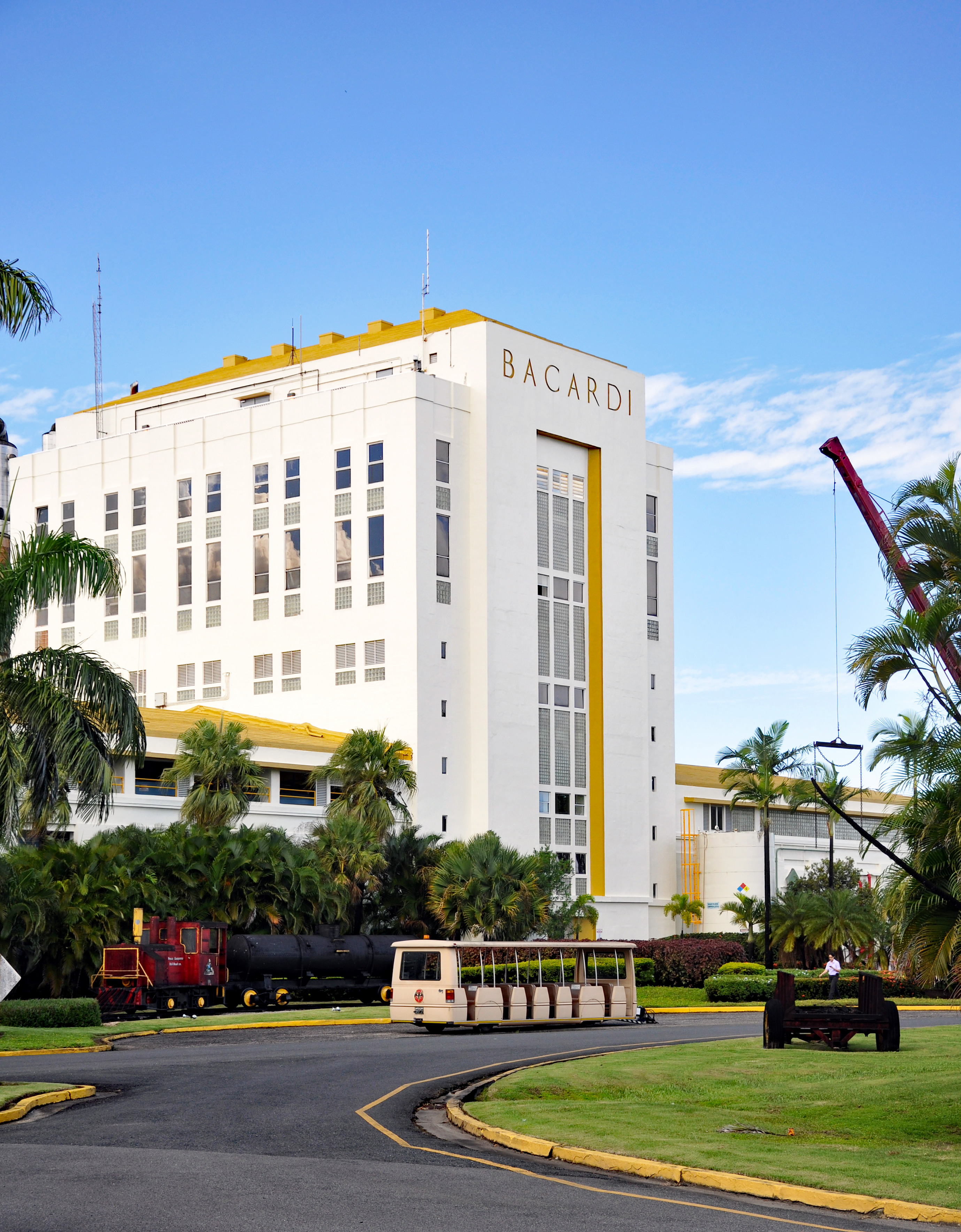
„Catedrala Romului" în distileria din Puerto Rico lângă San Juan.

Bacardi este o companie producătoare de băuturi alcoolice, cu sediul în Bermude.
Compania produce marca de rom Bacardi, whiskey-ul Dewar, gin Bombay Sapphire, vermut Martini,
vinul spumant Martini Asti și băuturile ready-to-drink Bacardi Breezer, Bacardi Breezer Twist, Kalyr și Bacardi & Cola.
De asemenea mai deține mărcile William Lawson's, Eristoff, Grey Goose, Camino Real și Otard.
În anul 1993 Bacardi a preluat compania concurentă Martini & Rossi.
După aceasta, Bacardi a continuat să se diverisifice, achiziționând marca de whisky Dewar's și ginul Bombay Sapphire în 1998.